# Talgo 250
«Talgo 250» — швидкісні електропоїзди змінного і постійного струму, вироблені іспанською компанією Patentes Talgo SL.
В Іспанії іменуються RENFE S130. У 2013 році ВАТ «РЖД» планує закупити сім двосистемних потягів Тальго 250 в двадцятивагонному виконанні, з системою автоматичної зміни колії для організації швидкісного сполучення за маршрутом Москва — Берлін.
У 2011 році, в Казахстані був побудований завод Talgo, що виробляє вагони з широкими кузовами. Вони можуть використовуватися на ширині колії 1520 мм. Серед інших технологічних особливостей, вагони, вироблені в Казахстані, мають полегшений кузов.

## Модифікації
- RENFE Series 130: від компанії Bombardier. Використовуються на двох видах залізничної колії і з можливістю застосування двох видів напруги (3 кВ постійного струму/25 кВ змінного струму). Серія складається з 45 потягів.
- RENFE Серія 730: змінені 15 потягів попередньої моделі, з дизельними генераторами з перспективою гібридизації поїздів.
- Серія Ўзбекістон темир йўлларі «Афросіаб»: від компанії Ingeteam, ширина колії 1520 мм, використовує лінії 25 кВ змінного струму. Серія складається з 2 потягів.

## Галерея

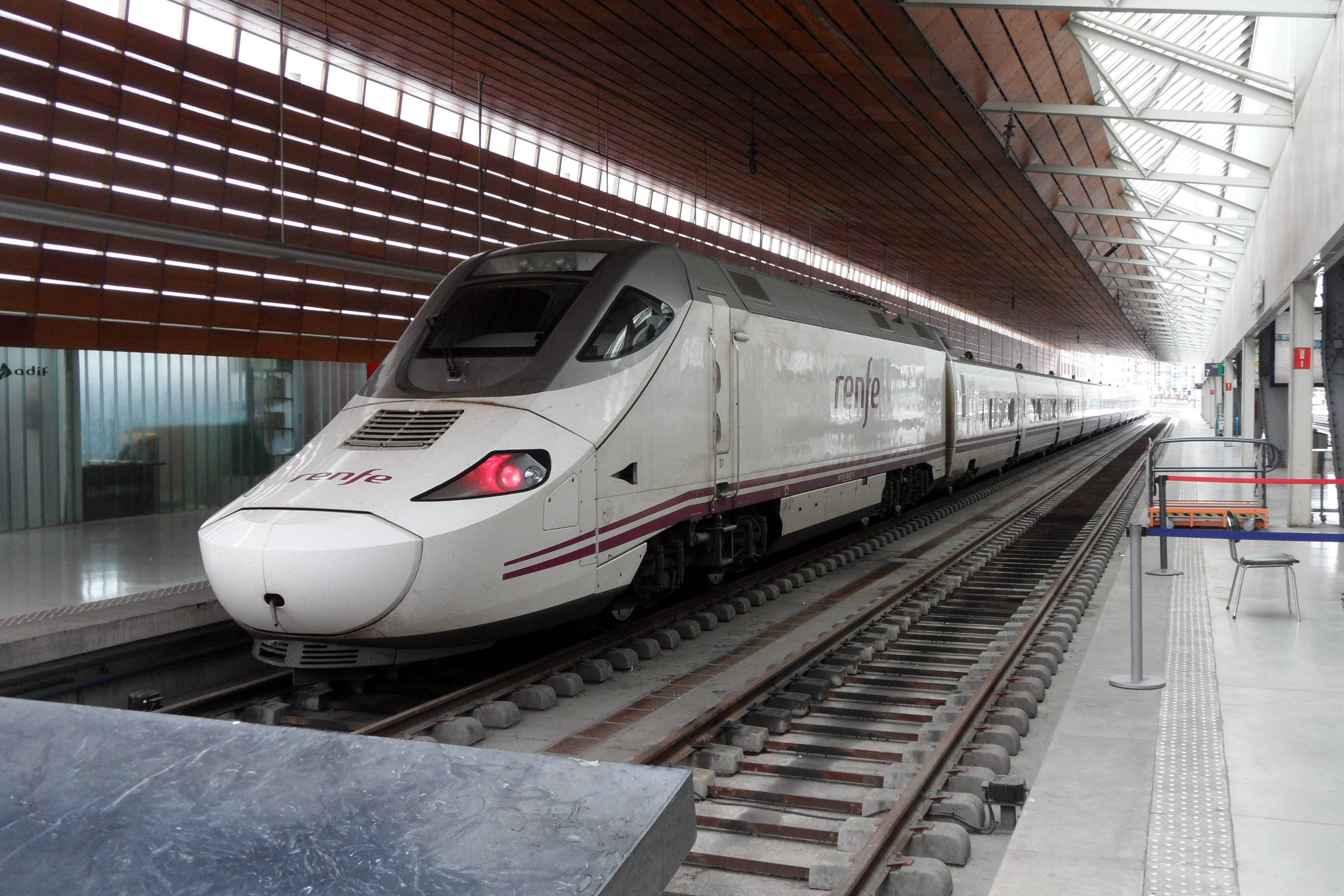
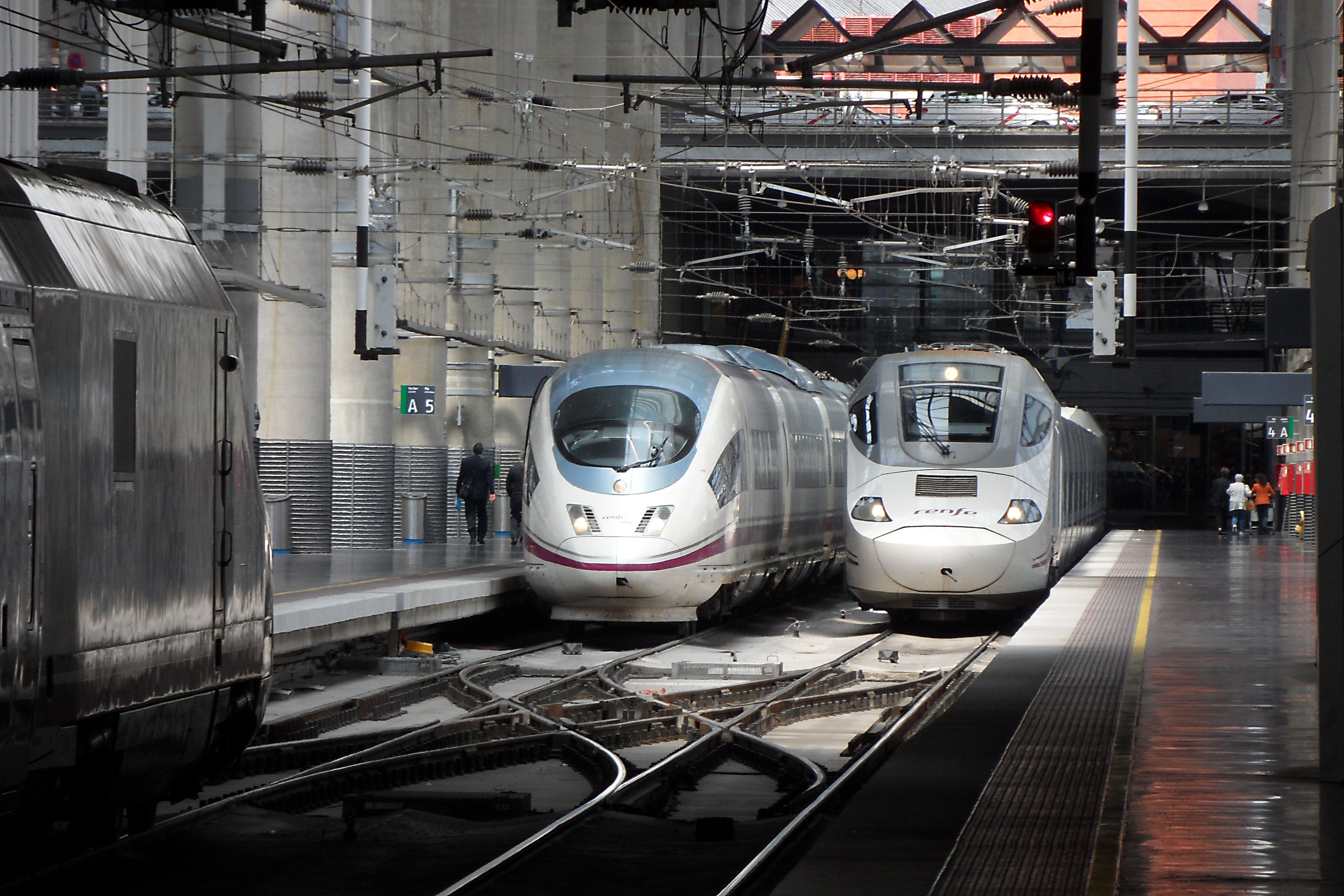
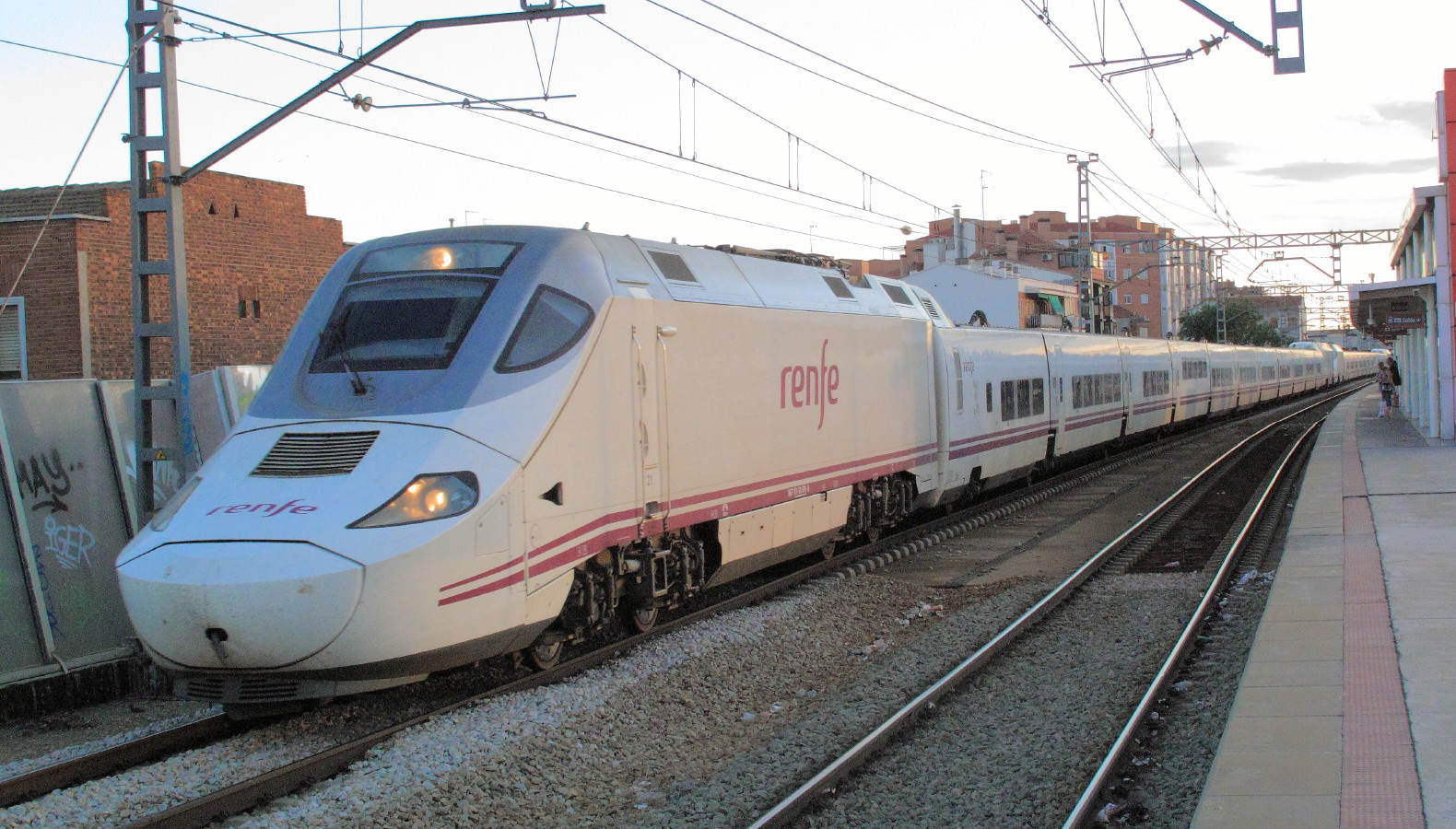
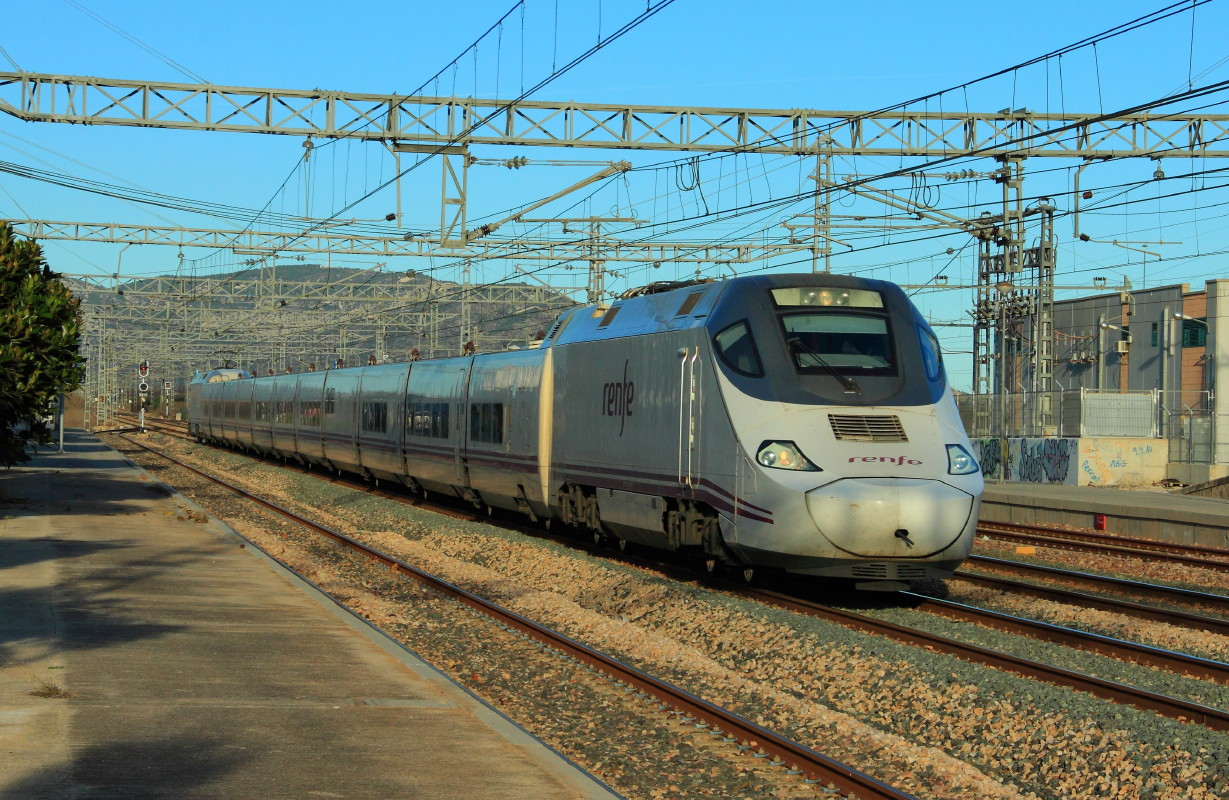

## Країни експлуатації
- Іспанія
- Узбекистан
- Казахстан

## Перспективи експлуатації в Україні
ПАТ «Укрзалізниця» розглядає варіант закупівлі рухомого складу компанії Talgo для оновлення нічних поїздів далекого сполучення. Першим напрямком, де можуть почати курсувати поїзди виробництва Talgo, може стати сполучення Київ — Одеса. Поїзди Talgo з системою автоматичної зміни ширини колії можуть бути використані в напрямку Австрії, Угорщини та Польщі. Можливо, закупівля нового рухомого складу буде проводитися саме на казахському підприємстві.